# Hysteropterum menelaos
Hysteropterum menelaos är en insektsart som beskrevs av Rauno E. Linnavuori 1971. Hysteropterum menelaos ingår i släktet Hysteropterum och familjen sköldstritar. Inga underarter finns listade i Catalogue of Life.